# 王母湖
王母湖是一个位于中国湖北省孝感市的湖泊，面积约为9.5平方千米。